# Boldekow
Boldekow è un comune del Meclemburgo-Pomerania Anteriore, in Germania.

Appartiene al circondario della Pomerania Anteriore-Greifswald ed è parte della comunità amministrativa (Amt) di Anklam-Land.

## Storia
Il 1º gennaio 1999 venne aggregato al comune di Boldekow il comune di Zinzow.